# Айта (бог)

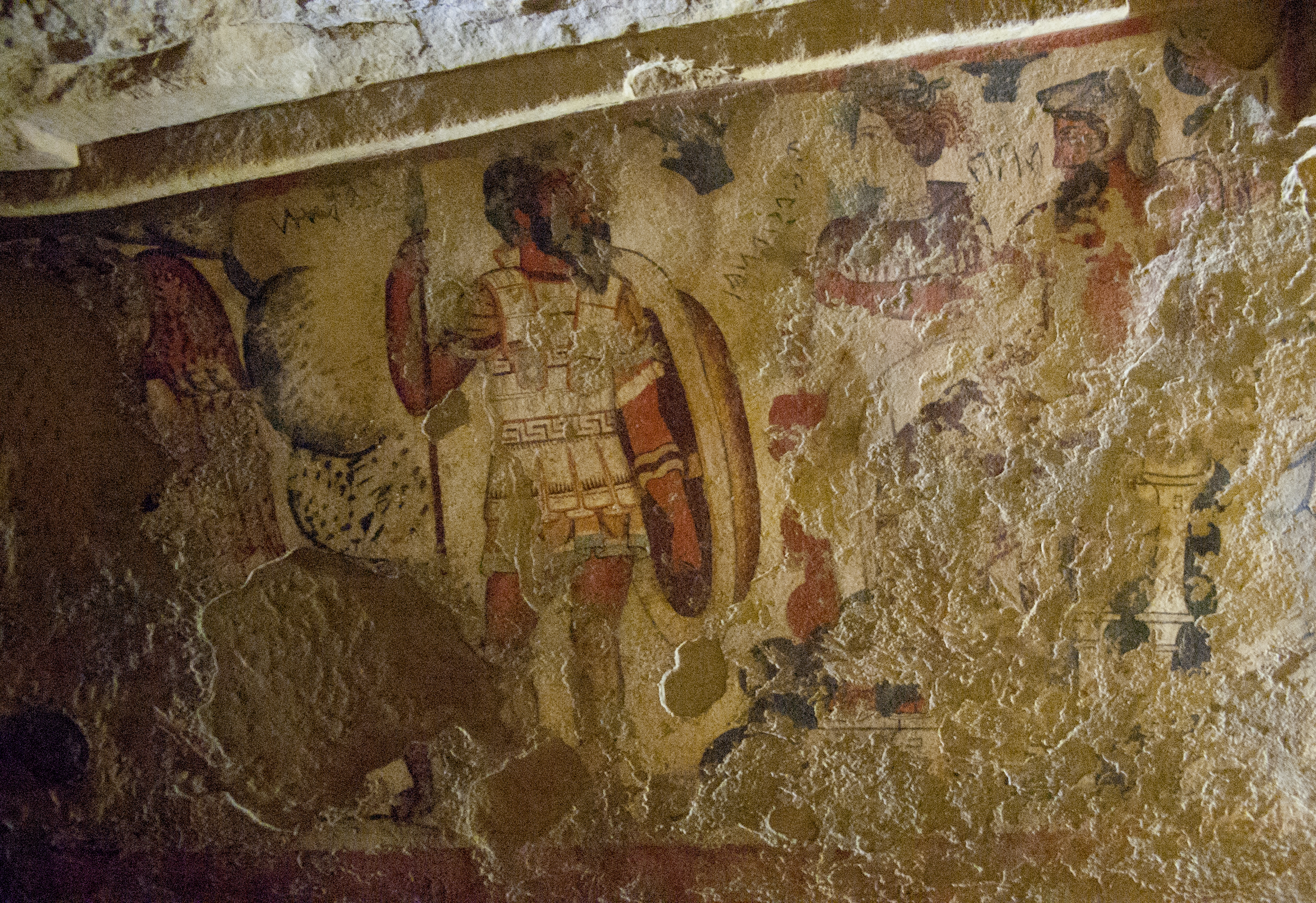

Айта (aita, також пишеться eita - Ейта в етруських написах) — етруське ім'я, еквівалентне грецькому Аїду, божественного правителя підземного світу.

## Іконопис
Він зображений лише в кількох зразках живопису в етруських гробницях, таких як Гробниця Голіні з Орв'єто і Гробниця Оркуса II з Тарквінії.
Айта також зображений зі своєю дружиною Ферсипнеєю (етруський еквівалент Персефони у греків).
На одній із похоронних урн з попелом він зображений як антропоморфний бородатий чоловік, одягнений у плащ зі шкіри та в хутряну шапку, можливо з собачого чи вовчого скальпу, з великим жезлом, навколо якого намотана змія; він готується відвести в підземний світ людини, чий порох був усередині урни, і чий дух проходить крізь браму на той світ. На голові покійного одягнений металевий ковпак гаруспика, провидця.

## Етруські підземні боги
Етруський пантеон підземних богів включав також Чаруна, Калу, Ферсипнею, Турмса, Ванту та Кулсу.